# Synagoga Beit El w Jerozolimie
Synagoga Beit El w Jerozolimie (z hebr. Dom Boży), zwana również Midrasz Hasidim (z hebr. Szkoła Pobożności) i Jesziwat haMekubalim (z hebr. Jesziwa kabalistów) – synagoga znajdująca się w Dzielnicy Żydowskiej Starego Miasta w Jerozolimie
Synagoga wraz z jesziwą została założona w 1737 roku przez rabina Gedalia Hajona, który przybył do Jerozolimy z Konstantynopola. Wkrótce synagoga stała się centrum studiów kabalistycznych w mieście.
W lipcu 1927 roku budynek został zniszczony przez trzęsienie ziemi. Władze brytyjskie pierwotnie poleciły go zburzyć, wkrótce jednak zmieniły decyzję. Rozpoczęto odbudowę zakończoną w marcu 1928 roku. Podczas I wojny izraelsko-arabskiej w 1948 roku budynek został splądrowany i przestał służyć celom kultowym. Synagogę ponownie otwarto w 1974 roku.